# 鍋蓋頭
是一部2005年發行的美國電影，依據美國海軍陸戰隊隊員安東尼·史沃福1991年的波斯灣戰爭回憶錄改編，原著書名為《鍋蓋頭：海軍陸戰隊員參加波斯灣戰爭及其他一些戰役的編年史》（Jarhead: A Marine's Chronicle of the Gulf War and Other Battles）。電影標題「Jarhead」來自美國的俚語，是指海軍陸戰隊員（有時是陸戰隊隊員的自稱）。
片中由傑克·吉倫荷飾演安東尼·史沃福。本片由曾獲得奧斯卡金像獎的山姆·曼德斯執導，他最知名的電影作品是1999年的《美國心玫瑰情》（American Beauty）。

## 外部連結
- 官方網站 （页面存档备份，存于）
- 互联网电影数据库（IMDb）上《鍋蓋頭》的资料（英文）
- 爛番茄上《鍋蓋頭》的資料（英文）
- AllMovie上《鍋蓋頭》的资料（英文）
- Box Office Mojo上《鍋蓋頭》的資料（英文）
- Metacritic上《鍋蓋頭》的資料（英文）

1. ↑  . Box Office Mojo. IMDb.   [2020-09-29].